# Комарк (замък)
Замъкът Комарк се намира в департамента Дордон във Франция. До него се стига по тясна пътека през гората. Останките му днес са толкова труднодостъпни, че го наричат „Забравената крепост“.
Изграден е през 12 в., за да защитава околната долина, в която са се пресичали в онази епоха два важни търговски пътя. В продължение на векове е бил собственост на рода дьо Бейняк (de Beynac). По време на Стогодишната война притежателите му остават верни на френската корона и го защитават срещу англичаните. Въпреки това през 1406 г. английските войски го окупират за няколко години. Последният владетел на замъка Ги дьо Бейняк умира в него през 1656 г. Замъкът е изоставен окончателно през 18 в. и един век по-късно вече е в руини.
През 1968 г. Юбер дьо Комарк, наследник на фамилията дьо Бейняк, го купува в окаяно състояние и започва възстановителни работи.